# فياضي (بهمنشير الشمالي)
فياضي (بالفارسية: فیاضی) هي قرية تقع في إيران في قسم بهمنشير الشمالي الريفي. يقدر عدد سكانها بـ 1,893 نسمة .